# ボビー・ヴィントン・ショウ (アルバム)
『ボビー・ヴィントン・ショウ』(The Bobby Vinton Show) は、ボビー・ヴィントンの通算27枚目、ABCレコードから出たアルバムとしては3枚目のスタジオ・アルバム。1975年にリリースされた。ヴィントンが、ホスト役を務めていた30分のテレビ・バラエティ番組『ボビー・ヴィントン・ショウ』で歌った13曲が収録されている。アルバムは、ヴィントンの大ヒット曲「愛のメロディー (My Melody of Love)」のインストゥルメンタル演奏で、この番組のテーマ曲となっている「ボビー・ヴィントン・ショウのテーマ（愛のメロディー）」で始まるが、残りのトラックは、すべて1960年代から1970年代初めにかけての人気曲をヴィントンがカバーして歌ったものである。番組は、カナダで収録されていたが、このアルバムもやはりカナダで収録されて。アルバムのプロデューサーは、アラン・シックとボブ・モーガン (Bob Morgan) であった。

## トラックリスト
| #  | タイトル | 作詞・作曲                                                     | オリジナル歌手/代表的歌手                 | 時間 |
| -- | --- | -------------------------------------------------------------- | ----------------------------------------- | ---- |
| 1. | 「ボビー・ヴィントン・ショウのテーマ（愛のメロディー）(The Bobby Vinton Show Theme (My Melody of Love - Instrumental))」 | ボビー・ヴィントン、Henry Mayer、Georg Buschor                 | ボビー・ヴィントン                        | 0:24 |
| 2. | 「悲しき街角 (Runaway)」                                                                                                 | デル・シャノン、マックス・クロク                               | デル・シャノン                            | 1:55 |
| 3. | 「やさしく歌って (Killing Me Softly With His Song)」                                                                     | ノーマン・ギンベル、チャールズ・フォックス                     | ロリ・リーバーマン/ロバータ・フラック     | 4:01 |
| 4. | 「恋の干草 (Build Me Up Buttercup)」                                                                                     | マイケル・ダボ、トニー・マコーレー                             | ファウンデーションズ                      | 1:53 |
| 5. | 「ひとりぼっちの夜 (Help Me Make It Through the Night)」                                                                 | クリス・クリストファーソン                                     | クリス・クリストファーソン/サミー・スミス | 2:32 |
| 6. | 「ルロイ・ブラウンは悪い奴 (Bad Bad Leroy Brown)」                                                                       | ジム・クロウチ                                                 | ジム・クロウチ                            | 2:32 |
| 7. | 「追憶 (The Way We Were)」                                                                                               | マーヴィン・ハムリッシュ、アラン・アンド・マリリン・バーグマン | バーブラ・ストライサンド                  | 2:43 |

| #  | タイトル                                                  | 作詞・作曲                               | オリジナル歌手/代表的歌手                     | 時間 |
| -- | --------------------------------------------------------- | ---------------------------------------- | --------------------------------------------- | ---- |
| 1. | 「トラヴェリン・バンド (Travelin' Band)」                 | ジョン・フォガティ                       | クリーデンス・クリアウォーター・リバイバル    | 2:10 |
| 2. | 「二人だけの世界 (United We Stand)」                      | トニー・ヒラー、ピーター・シモンズ       | ブラザーフッド･オブ･マン                      | 2:51 |
| 3. | 「ある愛の詩 (Where Do I Begin)」                         | フランシス・レイ、カール・シグマン       | フランシス・レイ/アンディ・ウィリアムス       | 3:39 |
| 4. | 「いつになったら愛されるのかしら (When Will I Be Loved)」 | フィル・エヴァリー                       | エヴァリー・ブラザース/リンダ・ロンシュタット | 2:01 |
| 5. | 「アイム・ウォーキン (I'm Walkin')」                      | ファッツ・ドミノ、デイヴ・バーソロミュー | ファッツ・ドミノ                              | 1:37 |
| 6. | 「アンド・アイ・ラヴ・ユー・ソー (And I Love You So)」    | ドン・マクリーン                         | ドン・マクリーン/ペリー・コモ                 | 3:10 |

## チャート
このアルバムは、『ビルボード』誌のアルバム・チャートである Billboard 200 において、1976年1月24日付で最高161位となった。
| 年   | チャート      | 最高位 |
| ---- | ------------- | ------ |
| 1976 | Billboard 200 | 161    |